# Homem-Formiga
Homem-Formiga é o nome de vários super-heróis fictícios que aparecem em histórias em quadrinhos publicadas pela Marvel Comics. Criado por Stan Lee, Larry Lieber e Jack Kirby, a primeira aparição do Homem-Formiga foi em Tales to Astonish #27 (janeiro de 1962). O personagem era originalmente o apelido do brilhante super-herói cientista Hank Pym, após ele ter inventado uma substância que pode fazer uma pessoa mudar de tamanho, mas Scott Lang e Eric O'Grady também assumiram o manto depois que o original mudou sua identidade de super-herói para vários outros apelidos. Todos têm ligações diretas com os Vingadores.

## Biografia ficcional do personagem
Ao longo dos anos um número de personagens diferentes assumiu o título de Homem-Formiga, a maioria dos quais foram conectados com os Vingadores.

### Hank Pym
Dr. Henry "Hank" Pym é um personagem fictício da Marvel Comics e foi o primeiro Homem-Formiga, criado por Stan Lee, Larry Lieber e Jack Kirby, sem créditos atribuídos oficialmente, contudo. Ele é o inventor das partículas Pym, que dão aos seus usuários o poder de controlar sua massa e altura. Foi membro fundador e idealizador do grupo Vingadores nos quadrinhos e já usou os codinomes de Gigante, Golias e Jaqueta Amarela. A primeira aventura do personagem ("Um homem no formigueiro") foi na revista Tales To Astonish número 27 (janeiro de 1962), quando numa história que deveria ser única.
Atualmente, após a Invasão Secreta, assumiu o codinome de Vespa em homenagem à sua falecida esposa, morta pelos Skrulls. Tornou-se líder dos novos Poderosos Vingadores, grupo recrutado por Loki - que, então, passava-se pela Feiticeira Escarlate. Tem um grande papel na Era Heroica, que será a nova fase do Universo Marvel após o Cerco a Asgard e que dará fim ao Reinado Sombrio de Norman Osborn, diretor da S.H.I.E.L.D. e líder dos Vingadores Sombrios, equipe de super vilões que assumem a identidade de super-heróis ocultos na clandestinidade imposta pela Lei de Registro de Super-humanos.

### Scott Lang
Scott Lang foi o segundo Homem-Formiga e se tornou herói para salvar a sua filha Cassie Lang de um sequestro. Ele usou as partículas Pym para poder se tornar o novo herói.

### Eric O'Grady
Eric O'Grady era um oficial da S.H.I.E.L.D. e apareceu na Guerra Civil para poder se juntar ao lado pró-registro. Ele também utiliza as partículas Pym. Atualmente, faz parte dos Thunderbolts de Norman Osborn, grupo que reúne os super vilões Fantasma, Carrasco, Paladino, Flagelo (outra identidade do Bazuca) e o psicótico Sr. X, liderados por Yelena Belova, a segunda Viúva Negra (na verdade, um disfarce de Natasha Romanoff, a Viúva Negra original, que espionava o grupo e dava as coordenadas para o Comando Selvagem de Nick Fury antecipar-se aos planos de sabotagem e homicídio, idealizados por Norman Osborn).

## Poderes
As partículas Pym permitem a ele alterar seu tamanho e ter força sobre-humana, e seu capacete permite controlar e se comunicar com insetos, principalmente as formigas, na maioria das vezes ele voa em cima da formiga rainha. E ele também pode crescer e ficar do tamanho de um prédio ficando mais forte, porém não pode se comunicar com insetos quando fica gigante.

## Em outras mídias

### Cinema
- Homem-Formiga, de 2015, introduziu o personagem no Universo Cinematográfico Marvel. Paul Rudd foi Scott Lang, que se tornou Homem-Formiga após ser recrutado por Hank Pym, interpretado por Michael Douglas.[2][3][4] Pym foi o Homem-Formiga quando trabalhava para a S.H.I.E.L.D., largando a agência em 1989, após descobrir que estavam tentando replicar sua tecnologia de encolhimento.
- Rudd reprisou seu papel em Capitão América: Guerra Civil (2016),[5] onde Scott é recrutado para combater ao lado do Capitão América.
- O segundo filme solo do herói, Homem-Formiga e a Vespa (2018),[6] tem Scott em prisão domiciliar após os eventos de Guerra Civil, e quando ele avisa a Hank que recebeu uma mensagem de Janet, desaparecida desde uma missão em que acabou encolhendo ao nível subatômico, Hank e Hope o tiram de casa para que ele ajude a resgatar Janet do Mundo Quântico.
- Em Vingadores: Ultimato (2019), Scott escapa do Reino Quântico após o que pareceu apenas um momento mas na verdade foram 5 anos, e descobre que metade da vida do universo foi dizimada durante os eventos de Avengers: Infinity War. Quando chega aos Vingadores dizendo que o tempo opera de forma diferente no Reino Quântico, inspira a pesquisa que leva ao desenvolvimento de viagem no tempo para tentar reverter as mortes, e é um dos Vingadores que viajam para o passado em busca das Joias do Infinito.[7] Um incidente faz o grupo perder o Tesserato com a Joia do Espaço, então Homem de Ferro e Capitão América mandam Scott voltar ao futuro levando o cetro de Loki (contendo a Joia da Mente) enquanto voltam para 1970, onde no Campo Lehigh da S.H.I.E.L.D. conseguem tanto o Tesserato quanto partículas Pym para voltar ao futuro após distraírem Hank Pym e tirá-lo de seu laboratório. Hank e Scott mais tarde comparecem ao funeral do Homem de Ferro.
- O terceiro filme do herói, Homem-Formiga e a Vespa: Quantumania (2023), tem as famílias de Scott e Hank sendo sugadas para o Reino Quântico por Kang, o Conquistador.[8]
- Em Deadpool & Wolverine (2024), a vilã Cassandra Nova criou sua base dentro do esqueleto de um Homem-Gigante.

### Animações
- Hank Pym é um dos Vingadores que aparecem em The Marvel Super Heroes.
- Hank Pym é o líder dos Vingadores em The Avengers: United They Stand.
- Um episódio de Fantastic Four: World's Greatest Heroes tem uma aparição de Hank Pym, que é amigo de Reed Richards.
- Hank Pym aparece como Homem-Formiga em The Super Hero Squad Show.
- Hank Pym é um dos personagens de The Avengers: Earth's Mightiest Heroes, atendendo por Homem-Formiga na primeira temporada e Jaqueta Amarela na segunda.
- Marvel Disk Wars: The Avengers tem uma aparição de Hank Pym como Homem-Gigante.
- Hank Pym\Homem-Formiga é parte dos Vingadores em Ultimate Avengers e sua continuação.
- Avengers Assemble tem o Homem-Formiga de Scott Lang se unindo aos Vingadores na segunda temporada.
- What If...? tem aparições de versões de Scott Lang e Hank Pym baseadas em suas encarnações do Universo Cinematográfico Marvel.